# Тонга на Летњим олимпијским играма 1988.
Спортисти Тонге су други пут учествовали на олимпијским играма1988. у Сеулу. Тонгоанску делегацију су чинила петоро спортиста (4. мушкарца и 1. жена) који су се такмичили у шест дисциплина у два спорта.
На овим Играма Тонгу је први пут представљала и једна жена. 
Екипа Тонге на није освојила ниједну медаљу.
Најмлађи спотиста у репрезентацији Тонге био је боксер Филипо Палако Вака са 18 година и 259 дана, а најстарији такође боксер Туалау Фале са 27 година и 315 дана.

## Учесници по спортовима
| Спорт      | Мушкарци | Жене | Укупно |
| ---------- | -------- | ---- | ------ |
| Атлетика   | 1        | 1    | 2      |
| Бокс       | 3        | 0    | 3      |
| Укупно (2) | 4        | 1    | 5      |

## Атлетика

### Мушкарци
| Атлетичар Лични рекорд | Дисциплина | Група    | Група     | Четвртфинале     | Четвртфинале     | Полуфинале       | Полуфинале       | Финале           | Финале   | Детаљи |
| Атлетичар Лични рекорд | Дисциплина | Резултат | Место     | Резултат         | Место            | Резултат         | Место            | Резултат         | Место    | Детаљи |
| ---------------------- | ---------- | -------- | --------- | ---------------- | ---------------- | ---------------- | ---------------- | ---------------- | -------- | ------ |
| Пеаупе Сули            | 100 м      | 10,94    | 6 у гр 13 | Није се пласирао | Није се пласирао | Није се пласирао | Није се пласирао | Није се пласирао | 79 / 102 |        |
| Пеаупе Сули            | 200 м      | 13,86    | 7 у гр. 7 | Није се пласирао | Није се пласирао | Није се пласирао | Није се пласирао | Није се пласирао | 65 /72   |        |

### Жене
| Атлетичарка Лични рекорд     | Дис.         | Група    | Група    | Финале            | Финале | Детаљи |
| Атлетичарка Лични рекорд     | Дис.         | Резултат | Место    | Резултат          | Место  | Детаљи |
| ---------------------------- | ------------ | -------- | -------- | ----------------- | ------ | ------ |
| Сиололау Икавука 14,00 41,74 | бацање кугле | 12,31    | 13 гр. А | Није се пласирала | 25/25  |        |
| Сиололау Икавука 14,00 41,74 | бацање диска | 44,90 ЛР | 2 гр. Б  | Није се пласирала | 21/22  |        |

## Бокс
| Филипо Палако Вака    | средња    | — | Џојс · Ирска Пор TKO-1             | Није се пласирао           | Није се пласирао          | Није се пласирао | Није се пласирао | Није се пласирао | Није се пласирао |                  |                  |
| Сионе Вавени Талиаули | полутешка | — | Бауро · Соломонова Острва Поб КО-1 | Akhasamba · Кенија Пор 0-5 | Није се пласирао          | Није се пласирао | Није се пласирао | Није се пласирао | Није се пласирао | Није се пласирао | Није се пласирао |
| Туалау Фале           | тешка     |   |                                    | —                          | Обунга · Кенија Пор ТКО-1 | Није се пласирао | Није се пласирао | Није се пласирао | Није се пласирао | Није се пласирао |                  |